# Arno Allan Penzias
Arno Allan Penzias (26. dubna 1933 – 22. ledna 2024) byl americký fyzik, který v roce 1978 spolu s Robertem Woodrow Wilsonem získal Nobelovu cenu za fyziku za objev reliktního záření. Spolu s nimi ji obdržel též Pjotr Leonidovič Kapica (jeho práce nesouvisela s jejich objevem).

## Biografie
Arno Allan Penzias se narodil v Mnichově v Německu. V šesti letech se dostal s dětským transportem do Británie. O šest měsíců později opustili Německo také jeho rodiče a rodina se v roce 1940 přestěhovala do New York City. V roce 1946 se stal plnoprávným občanem Spojených států. V roce 1951 absolvoval Brooklyn Technical High School a v roce 1954 získal bakalářský titul na City College of New York. Magisterský titul získal v roce 1958 na Columbia University a o čtyři roky později na stejné univerzitě titul Ph.D.
Po studiích začal pracovat v Bellových laboratořích v New Jersey. Zde s Robertem Woodrow Wilsonem pracoval na vysoce citlivém kryogenním mikrovlnném přijímači určeném k rádioastronomickému pozorování. V roce 1964 se setkali se s vysokofrekvenčním šumem, kterým nemohli vysvětlit. Byl mnohem méně energetický než záření vznikající v Mléčné dráze a mělo ve všech směrech stejné vlastnosti. Penzias s Wilsonem předpokládali, že jejich přijímač je rušen nějakým pozemským zdrojem. Předpokládali a pak odmítli hypotézu, že se jedná o rušení z New Yorku. Prohlídka antény přijímače ukázala, že je zde plno holubího trusu (který Penzias popsal jako „bílý dielektrický materiál“).
I když byl tento trus odstraněn, mikrovlnný šum zůstal. Protože odmítli ostatní zdroje rušení, vydali zprávu o svém objevu. Rušení bylo později identifikováno jako přirozené kosmické záření na pozadí, tzv. reliktní záření, které bylo pozůstatkem po Velkém třesku. Tento objev významně potvrdil teorii velkého třesku a opravil mnoho předchozích předpokladů o vzniku vesmíru.
Penzias a Wilson obdrželi v roce 1977 Henry Draper Medal a o rok později, v roce 1978, Nobelovu cenu za fyziku.